# Фотореактивация
Фотореактива́ция (от греч. φωτος — свет, re- — приставка, обозначающая повторность действия, и лат. activus — деятельный) — один из механизмов восстановления видимым светом (320—500 нм) повреждений ДНК, вызванных УФ-излучением. Фотореактивация является фотохимическим процессом.

## История открытия
Фотореактивация была открыта в 1948—1949 годах независимо Альбертом Кельнером, Иваном Фёдоровичем Ковалёвым и Ренато Дульбекко.
Кельнер открыл эффект, когда изучал влияние ультрафиолета на кишечную палочку (Escherichia coli) и стрептомицеты Streptomyces griseus; он обнаружил, что уровень восстановления активности организмов после облучения оказывается сильно различным без видимых причин, и после упорных исследований выяснил, что определяющим фактором был солнечный свет. Дульбекко случайно обнаружил аналогичный эффект на бактериофагах; при этом он знал об исследованиях Кельнера, что, вероятно, повлияло на его верную интерпретацию полученных данных. Едва не возник спор о приоритете, но благодаря участию Сальвадора Лурии вклад всех участников открытия получил должное освещение в опубликованных работах. Термин «фотореактивация» предложил Дульбекко.
И. Ф. Ковалёв получил аналогичные результаты в ходе опытов на инфузориях-туфельках в одесском Институте глазных болезней.

## Механизм фотореактивации
Коротковолновое ультрафиолетовое излучение (УФ-излучение) оказывает мутагенное действие, особенно на клетки кожи. Наиболее распространёнными химическими изменениями, вызванными ультрафиолетовым облучением, являются образование циклобутан-пиримидиновых димеров (CPD) и пиримидин-пиримидиновых фотопродуктов (6-4PP-тиминовых димеров), когда два соседних пиримидиновых оснований ковалентно связываются друг с другом. Это приводит к ошибкам при считывании ДНК во время репликации и транскрипции.
Фотореактивация является наиболее простым механизмом репарации ДНК. Для удаления индуцированных ультрафиолетом повреждений ДНК у многих микроорганизмов применяются ферменты — ДНК-фотолиазы, специфично связывающиеся с CPD (CPD-фотолиаза) или с 6-4PP (6-4PP-фотолиазы) и исправляющие эти повреждения. Эти ферменты и активируются под действием видимого света. У человека такие ферменты отсутствуют, следовательно данный процесс не протекает в клетках организма человека.